# Behensäure
Behensäure ist eine chemische Verbindung aus der Gruppe der gesättigten höheren Fettsäuren. Die langkettige Alkansäure zählt zur Untergruppe der Wachssäuren.

## Vorkommen
Behensäure kommt – als Glycerinester chemisch gebunden – natürlich in verschiedenen Pflanzen in Rinden- und Blattwachsen sowie in Samenölen, beispielsweise in der Erdnuss und im Raps, aber auch in den Bohnen der Kaffeepflanze vor. Auffällig ist, dass die Säure im Kaffeebohnenöl fast ausschließlich als Ester mit den beiden Terpenen Cafestol und Kahweol gefunden wird. Behensäure kommt auch als Bestandteil des Behenöls im Meerrettichbaum vor (Moringa oleifera, nicht zu verwechseln mit dem Meerrettich), dessen Beiname „Behenbaum“ sich daher ableitet. Sie ist auch im Montanwachs enthalten.

## Behenate
Behenate (systematisch auch Docosanoate) sind Salze der Behensäure. Calciumbehenat wird beispielsweise bei der Tablettenherstellung eingesetzt.